# Hypomma brevitibiale
Hypomma brevitibiale är en spindelart som först beskrevs av Jörg Wunderlich 1980.  Hypomma brevitibiale ingår i släktet Hypomma och familjen täckvävarspindlar.
Artens utbredningsområde är Makedonien. Inga underarter finns listade i Catalogue of Life.